# Justo Bueno Pérez
Justo Bueno Pérez (Munébrega, comunitat de Calataiud, 1907 – Barcelona, 10 de febrer de 1944) fou un militant i pistoler anarcosindicalista català d'origen aragonès.

## Biografia
Es traslladà a viure a Barcelona amb la seva família quan encara era un nen. Treballà com a torner i milità a la CNT i a la Federació Anarquista Ibèrica (FAI). Va destacar com a home d'acció en els comitès de defensa durant les lluites dels tramviaris en els anys trenta. Se li va atribuir l'incendi de tramvies i el seu llançament per carrers en pendent, així com de l'assalt i sabotatge de les cotxeres durant la vaga de tramvies de 1932.

### L'assassinat dels germans Badia
El 28 d'abril de 1936, segons confessió realitzada per Justo Bueno en el sumari incoat per la judicatura franquista, va intervenir amb l'argentí Lucio Ruano (pseudònim de Rodolfo Prina), José Martínez Ripoll i Vicente Tomé Martín, també argentí, en el grup d'acció que va donar mort a Miquel Badia i Capell i al seu germà Josep, aconseguint per això certa celebritat. Jaime Riera (que en l'estiu del 36 va ser membre cenetista del Tribunal de les Patrulles de Control) va facilitar les armes i el cotxe de fugida. A l'alçada del número 38 del carrer Muntaner, Justo Bueno va assassinar Miquel Badia amb tres trets; Ruano a Josep Badia; Martínez Ripoll va protegir la fugida de Bueno i Ruano, amb la seva pistola metralladora. Vicente Tomé conduïa l'auto de fugida, un Ford vermell fosc matrícula B-39763.
El primer jutge instructor, Emilià Vilalta i Vidal, va dirigir les seves investigacions contra el grup de Justo Bueno, però el 2 de juny fou apartat del cas. El seu successor, José Márquez Caballero, el va cridar a declarar el 12 de juny. Degut a les fortes pressions rebudes, però, el dia 25 foren alliberats els sospitosos detinguts (Justo Bueno, Ignacio de la Fuente, José Villagrasa i Manuel Costa Ribero).
El dia 6 de juliol va visitar a la redacció del periòdic La Rambla el periodista Avel·lí Artís Gener, amic del jutge Vilalta, li va confessar la seva participació en l'assassinat dels germans Badia i el va amenaçar de mort a ell i a Josep Maria Planes i Martí, periodista de La Publicitat si continuaven investigant l'afer. Tísner va publicar l'entrevista a La Rambla. El 25 d'agost de 1936 Josep Maria Planes fou trobat mort amb set trets al cap a la carretera de l'Arrabassada. Els responsables en foren un grup d'acció de la FAI, però hi ha controvèrsia sobre la participació de Bueno en l'assassinat.

### Activitat durant la guerra civil
El 20 de juliol de 1936 va participar en l'assalt de la caserna de les Drassanes, al costat de Francisco Ascaso Abadía, Joan García Oliver, Antoni Ortiz Ramírez, Pablo Ruiz, Lucio Ruano i altres. El 24 de juliol va marxar al front d'Aragó amb la Columna Durruti, formant part del Comitè d'Investigació de la Columna. Va exercir el càrrec de delegat general d'ordre públic, i després de subsecretari del mateix departament, del Consell d'Aragó. Se'l va acusar de l'afusellament de 29 franquistes a Gelsa, a la rereguarda immediata al front militar. Després de tres mesos al front fou encarregat d'organitzar els tallers Labora, dedicats a la fabricació de material de guerra.
El 27 de gener de 1937 Lucio Ruano i Pedro Campón havien estat condemnats a mort en una reunió del sindicat de la metal·lúrgia, a causa dels excessos, robatoris i assassinats comesos entre els camperols dels pobles aragonesos propers al front, endemés d'assassinar un pilot francès anomenat Jean-Marie Moreau. Justo Bueno no va voler participar directament en l'execució del seu amic Ruano, però li va trucar per telèfon perquè anés al garatge del carrer Casanova on l'esperava el grup d'acció que el va executar juntament amb el seu germà i les companyes d'ambdós. El febrer de 1937, Bueno havia estafat a l'esmentat aviador francès, utilitzant el nom del sindicat, 65.000 francs per després assassinar-lo i enterrar-lo al mateix garatge confiscat del carrer Casanova dedicat a la reparació del vehicles de la columna Durruti del qual s'encarregava.
El 16 de juliol de 1937 es va exiliar a França amb José Martínez i Lluís Latorre, establint-se entre Auch i Tolosa de Llenguadoc. Poc després va tornar clandestinament a Espanya. Fou detingut per les autoritats republicanes i l'agost de 1937 fou condemnat a trenta anys de presó pels assassinats del garatge del carrer Casanova. Tancat a la Presó Model de Barcelona, el 7 d'octubre fou jutjat novament sota l'acusació de possessió de passaport fals i evasió de capitals. Degut a les protestes a la Model fou traslladat a Manresa. El 8 de gener de 1938 aconseguí fugar-se i marxà a Marsella, on va actuar d'espia per a Manuel Escorza del Val. Havia marxat a França amb part del botí de l'estafa. El govern de la República demanà al govern francès la seva extradició. L'agost de 1938 li encarregaren l'assassinat de Joaquín Ascaso Budría i Antoni Ortiz Ramírez, acusats injustament de robatori de joies i evasió de divises. Va intentar emmetzinar-los amb arsènic, però no se'n va sortir.
El 9 de març de 1939 fou detingut per la policia francesa a Marsella quan fou reconegut per la vídua de l'aviador Moureau. El 12 d'agost de 1939 li fou concedida l'extradició a Espanya juntament amb José Martínez Ripoll. Ambdós foren entregats a les autoritats franquistes a Portbou el 12 de març de 1940 i posteriorment tancats primer a Figueres i després posats a disposició de la Direcció General de Seguretat a Madrid. Sorprenentment, ambdós foren alliberats el 30 de juliol de 1940 perquè no estaven reclamats per cap jutge. Un cop lliure, Justo Bueno es va instal·lar a Barcelona, on va començar a treballar a La Maquinista Terrestre i Marítima.
Dissortadament per a ell, el 29 de juny de 1941 va ensopegar a La Rambla amb el comissari cap de la Brigada Político-Social a Barcelona, Pedro Polo Borreguero, i el seu ajudant l'inspector Eduardo Quintela Bóveda. Tots dos s'havien format sota les ordres de Miquel Badia i Capell, a qui admiraven. Ambdós el reconegueren i el van detenir. Fou interrogat a la comissaria de la Via Laietana, on va confessar tots els fets. No fou jutjat fins al 14 de juliol de 1943 i malgrat els al·legats del seu defensor fou condemnat a mort. La seva defensa es basava en justificar la mort dels germans Badia per aturar el separatisme català. Fou afusellat al camp de la Bóta el 10 de febrer de 1944 conjuntament amb Miquel Arenas Pons (ERC), Alfons Palau Font (CNT) i els atracadors José Guia Cruzado i Feliciano Blaya Junta, i enterrat al Fossar de la Pedrera.
El seu nom figura en una de les columnes amb els noms dels immolats per les llibertats de Catalunya que precedeixen l'entrada al Fossar, esborrat per activistes d'Estat Català l'abril de 2008, el desembre de 2008 i el maig del 2010. Reconeixement també denunciat per l'historiador Josep Benet. Totes les vegades ha estat restaurat per l'Ajuntament de Barcelona.